# سنا (مینی‌سریال)
سنا یک مینی سریال تلویزیونی درام، بیوگرافی برزیلی است که بر اساس زندگی راننده سابق فرمول یک آیرتون سنا ساخته شده است. این مینی سریال سال ۲۰۲۴ در نتفلیکس منتشر خواهد شد.

## فرضیه داستان سریال
این مجموعه احتمالا زندگی آیرتون سنا را از آغاز حرفه مسابقه‌ای او در فرمولا فورد تا جایزه بزرگ سن مارینو در سال ۱۹۹۴ جایی که در تصادفی فوت کرد دنبال می‌کند.

## بازیگران
- گابریل لئون در نقش آیرتون سنا
- آلیس وگمن در نقش لیلیان سوزا
- کایا اسکودلاریو در نقش لورا
- پاملا تومه در نقش شوشا منگل
- ژولیا فوت در نقش آدریان گالیستئو
- کامیلا ماردیلا در نقش ویوین سنا

‌

#### بازیگران رانندگان فرمول یک
- مت ملا در نقش آلن پروست
- یوهان هاینریش در نقش نیکی لائودا
- استیون مکینتاش در نقش فرانک ویلیامز
- چارلی هملت در نقش مارتین براندل
- گاستون فریاس در نقش دیمون هیل
- فیلیپه پریور در نقش ریکاردو پاتریس

## تولید
نتفلیکس در سپتامبر ۲۰۲۰ اعلام کرد در حال ساخت مینی سریالی از راننده سابق فرمول یک آیرتون سنا است. 

این سریال با کمک خانواده آیرتون سنا تولید شده است و ویوین سنا اظهار داشت: "خیلی خاص است که بتوانیم داستانی را از آیرتون سنا تعریف می کنیم که فقط تعداد کمی از آن خبر دارند. 

خانواده سنا متعهد شده اند که این پروژه را به چیزی کاملاً منحصر به فرد و بی سابقه تبدیل کنند و هیچ کس بهتر از نتفلیکس که شهرت جهانی دارد، شریک ما نباشد.
ویسنته آموریم در آگوست ۲۰۲۲ به عنوان کارگردان سریال انتخاب شد.

گابریل لئون نیز در مارس ۲۰۲۳ برای نقش سنا انتخاب شد و کایا اسکودلاریو در جولای ۲۰۲۳ به بازیگران این مینی سریال پیوست.
این سریال در سائوپائولو و آنگرا دوس ریس فیلمبرداری شد و ادامه فیلمبرداری آن در آرژانتین، اروگوئه و بریتانیا انجام شد.  فیلمبرداری در اواخر سال ۲۰۲۳ آغاز شد.

## پخش
در یکم فوریه ۲۰۲۵، نتفلیکس یک کلیپ از این مینی‌سریال را به عنوان بخشی از سریال و پیش نمایش مینی سریال اصلی خود برای اولین بار منتشر کرد.

اولین تیزر این مینی سریال نیز در ۳۰ آوریل ۲۰۲۴ منتشر شد.